# Краљевци (Свети Јуриј об Шчавници)
Краљевци (словен. Kraljevci) су насељено место у општини Свети Јуриј об Шчавници, Помурска регија, Словенија.

## Историја
До територијалне реорганизације у Словенији били су у саставу старе општине Горња Радгона.

## Становништво
У попису становништва из 2011. године, Краљевци су имали 157 становника.
| Број становника према пописима | Број становника према пописима | Број становника према пописима |
| ------------------------------ | ------------------------------ | ------------------------------ |
| 1991                           | 2002                           | 2011                           |
| 150                            | 157                            | 157                            |